# Sciloh
Sciloh (in ebraico שִׁיל֔וֹ‎?,  šīlō, o שילה, šīlōh) o Shiloh è una figura menzionata nella Bibbia (Genesi 49:10) per la benedizione di Giacobbe al figlio e patriarca Giuda. Giacobbe afferma che "lo scettro non si allontanerà da Giuda...fino a quando Sciloh non verrà ...".
L'espressione è stata tradotta in vari modi.

## Traduzioni e versioni
La Vulgata latina traduce l'espressione con "colui... che deve essere inviato" (Non auferetur sceptrum de Juda, et dux de femore ejus, donec veniat qui mittendus est, et ipse erit expectatio gentium, che sarebbe l'equivalente dell'ebraico shaluach (in ebraico  שלוח‎?, "messaggero"),  indicando una possibile corruzione del testo (su entrambi i lati). La Pescitta ha "colui a cui [appartiene]". Allo stesso modo, la Septuaginta traduce la parola in "le cose accumulate per lui".
Alcune traduzioni inglesi conservano la parola "Shiloh", sia come titolo ("until Shiloh come", Bibbia di re Giacomo) o come nome di luogo ("as long as men come to Shiloh", New Jewish Publication Society of America Tanakh). Altre traduzioni rendono l'intera frase in inglese come: "fino a quando non viene colui al quale appartiene" (Revised Standard Version), "fino a che il tributo non viene a lui" (English Standard Version) o "fino a quando non viene Colui a cui spetta il diritto" (Holman Christian Bibbia standard).

## Interpretazione
Il riferimento allo scettro e alla tribù di Giuda indusse molte persone a considerare questo verso come una profezia messianica. Genesi 49,9 menziona il leone di Giuda che è ricordato anche nell'Esorcismo latino contro Satana e gli angeli apostati’’ nell’invocazione del Signore Gesù: «Vícit Leo de tríbu Júda, rádix Dávid » (vinse il Leone di Giuda, il virgulto di Davide). Il verso spiega Genesi 49,9-10 indicando Cristo come il Buon Pastore, che è preceduto dallo scettro regale del suo antenato Davide e del legislatore Mosè.
Questa interpretazione risale almeno al Targum Onkelos del I secolo d.C.- Il riferimento al Messia promesso fu recepito nella maggior parte dei pensieri e degli scritti ebraici tradizionali.
Tra i cristiani, "Shiloh" è visto come un riferimento a Gesù, che adempì le precedenti profezie della Torah, sebbene la parola non sia specificamente menzionata nel Nuovo Testamento. Alcuni la ricollegarono alla piscina di Siloam, citata nell’episodio della guarigione del cieco nato. Tuttavia, Genesi 49:10 divenne un importante testo messianico a cui si appellarono i primi Padri della Chiesa.
Al di là del contesto, alcuni studiosi cristiani hanno sottolineato che la traduzione risulta difficoltosa dal momento che Shiloh non compare nell'Antico Testamento come nome di persona. Altre interpretazioni degli analisti tradussero il termine indicando "il nome di un luogo, non di una persona", pur concludendo anche che ciò sia nel complesso meno probabile.

## Chiesa dei Santi degli Ultimi Giorni
Nella Chiesa dei Santi degli Ultimi Giorni e secondo Joseph Smith "Shiloh" è un nome del Messia Gesù Cristo.
In uno dei libri sacri della Chiesa di Cristo con il Messaggio di Elia chiamato La Parola del Signore o La Parola del Signore portata all'umanità da un angelo Dio afferma che "Shiloh" è uno dei Suoi nomi insieme a "Geova", "Gesù Cristo" e altri.

## Islam
Al-Hakim bi-Amr Allah (985-1021), il quarto califfo fatimide e il 16º imam secondo la tradizione ismailita, identificò Shiloh con il Messia. Hamid al-Din al-Kirmani († 1026), così come i vari ministri contemporanei (Da'i ) di al-Hakim che alla fine fondarono la comunità drusa, propagarono questa visione, ma negarono che fosse Egli il Messia poiché non era un re (rigettando la genealogia).
Invece, secondo al-Samawal al-Maghribi nel suo ‘’Ifḥām al-Yahūd’’, lo Shiloh menzionato in Genesi 49:10 non è altro che Gesù, il figlio di Maria.
Shiloh è stato interpretato come riferito a Maometto, con una particolare attenzione al Corano 3:81.